# Намагнічувальний апарат

а — апарат для намагнічування; б — апарат для розмагнічування; в — магнітний дешламатор

Намагнічувальний апарат (рос. намагничивающий  аппарат, англ. magnetizing device; нім. Magnetisierungsgerät n) — належить до допоміжних апаратів при магнітному збагаченні. Апарат для магнітної обробки пульпи, в якому магнітні частинки намагнічуються і можуть групуватися в магнітні флокули. Застосовується при збагаченні корисних копалин.
Апарати для намагнічування (рис. а) застосовуються для магнітної флокуляції сильномагнітних частинок, що забезпечує їх швидке осадження у порівнянні з немагнітними частинками. Апарат для намагнічування являє собою трубу 1 із немагнітного матеріалу з системою постійних магнітів 2, які розміщаються ззовні труби або в трубі. Діаметр труби апарата для намагнічування повинен відповідати діаметру трубопроводу, на який він установлюється і по якому транспортується пульпа. Намагнічування сильномагнітних частинок з створенням флокул відбувається при проходженні пульпи крізь магнітне поле (Н = 32 — 40 кА/м).

## Приклади
Намагнічувальний апарат 157а-СЭ типу «центральна труба» має продуктивність 50-80 т/год, напруженість магнітного поля 48-56 кА/м.